# Johann August Sutter junior

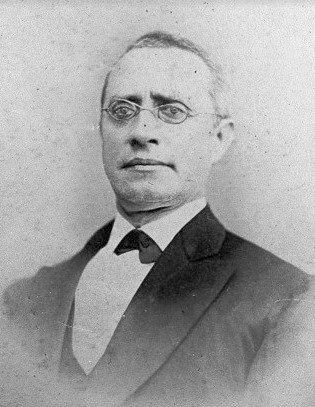
Johann August Sutter jun.

Johann August Sutter junior (* 25. Oktober 1826 in Burgdorf; † 21. September 1897 in Acapulco) war der schweizerisch-amerikanische Gründer der Stadt Sacramento in Kalifornien und Konsul der Vereinigten Staaten von Amerika in Acapulco (Mexiko).

## Familie
August Sutter war der älteste Sohn von Johann August Sutter senior und dessen Ehefrau Anna geb. Dübeld.
Nach eigenen Aussagen heiratete Sutter junior Ende der 1850er-Jahre María del Carmen Rivas, wofür allerdings keine Belege gefunden werden konnten.
Sie verließ ihn 1862 ohne Scheidung. Mit ihr hatte er drei Kinder:
- John A. (1852–1911)[2]
- Anna Eliza (1856–1914)[3]
- Maria del Carmen (1857–1890)[4]

1870 begann er eine Beziehung mit Nicolasa Solís (1849–1922), die er 1894 heiratete. Mit ihr hatte er neun Kinder:
- Christina (1874–1935)[6] oder (1872–1932)[7] ⚭ Jan Hermann van Wolbeck, geb. Munch
- Carlos Alfredo (1875–1880)
- Reginaldo (1878–1941)
- Juan Norbert (1882–1937)[8] oder (1880–1937)[9]
- Arturo (1884–1885)
- Anna (1887–1970)[10] ⚭ William B. Young
- Alfredo (1890–?)
- Sofia (?–?)
- N. N. (?–?)

## Leben

### In der Schweiz (1826–1848)
August Sutter wurde am Tag nach der Hochzeit seiner Eltern geboren. 1834 verließ der Vater die Familie und ging nach Amerika, wo er im damals noch mexikanischen Kalifornien die Privat-Kolonie Neu-Helvetien gründete. Seine Mutter musste den Konkurs von Johann August Sutter sen. abwickeln und wurde danach durch ihre Familie Dübeld unterstützt. Nach dem Tod von Sutters jun. wohlhabender Großmutter, Rosina Dübeld-Ris, 1835 erbte Anna Sutter-Dübeld zusammen mit ihren drei Schwestern. So konnten die Kinder doch die gehobene Bürgerschule besuchen. Neben der Familie Dübeld hatte Anna Sutter auch die Unterstützung von Martin Birmann.
Die erste mexikanische Landzuweisung an Johann August Sutter sen. umfasste die nach damaligem mexikanischem Recht maximale Fläche von 11 Sitio de ganado Mayor (fast 200 Quadratkilometer), was in Mexiko auch 11 Legua cuadrada bedeutete. Die zweite Landzuweisung vom 5. Februar 1845 durch Gouverneur Manuel Micheltorena umfasste das innerhalb des Sutter sen. in der ersten Landzuweisung zur Besiedelung freigestellten Territoriums liegende Land, das er für die erste Landzuweisung wegen der damaligen gesetzlichen Limitierung auf 11 Sitio zunächst nicht beanspruchen konnte. Es wurde seinem ältesten Sohn, Johann August Sutter jun., 1845 als Landzuweisung zugesprochen und als Rancho Nueva Helvetia Sobrante oder Rancho New Helvetia Sobrante bezeichnet. Formal war also Sutter jun. bereits vor seiner Abreise nach Kalifornien dort ein Großgrundbesitzer.
Als August Sutter jun. Europa verließ, hatte er noch keine Kenntnis von den kalifornischen Goldfunden. Er segelte zunächst nach New York und buchte dort eine Schiffspassage nach Kalifornien über das Kap Hoorn.

### In Kalifornien (1848–1850)
Sutter jun. erreichte San Francisco am 14. September 1848 per Schiff.
Sein Vater befand sich trotz des Goldfunds auf seiner Sägemühle finanziell gerade in einer äußerst prekären Situation, da der Kaufpreis für die 1841 gekauften Besitzungen Fort Ross und Bodega Bay fällig wurde. Da er über kein Bargeld verfügte, drohte wegen der bestehenden Hypothek eine Zwangsvollstreckung. August Sutter, der ohnehin schon formal Eigentümer der zweiten mexikanischen Landzuweisung war, bekam nun auf Ratschlag von Georg McKinstry den gesamten Besitz überschrieben, um so die Vollstreckung zu verhindern. Ob die Überschreibung rechtlich möglich war, ist umstritten – die Rechtslage in Kalifornien war allgemein vollkommen unklar. Die ehemalige mexikanische Provinz war durch die Vereinigten Staaten annektiert worden, war aber noch kein US-Bundesstaat.
Samuel Brannan ermutigte ihn zur Gründung der Stadt Sacramento in Konkurrenz zu dem Stadtprojekt seines Vaters, Sutterville. William H. Warner übernahm die Vermessungsarbeiten für die neue Stadt Ende 1848/Anfang 1849 und machte auch den Vorschlag für die Namensgebung der Stadt. Sutter jun. beauftragte Peter Burnett im Januar 1849 mit dem Verkauf der Grundstücke und der Wahrnehmung seiner Rechtsangelegenheiten für eine Provision von 25 %. Während Sutter als Vater von Sacramento bezeichnet wird, gilt Burnett als Amme von Sacramento. Am 2. Januar 1849 überschrieb Sutter jun. der Stadt Sacramento das Eigentum an den geplanten Straßenflächen und weiteren Grundstücken für öffentliche Zwecke.
Die beiden Interessengruppen (für Sacramento und Sutterville) versuchten nun ihr jeweiliges Stadtprojekt mittels Abwerbung von Gewerbetreibenden durch Landschenkungen zum Erfolg zu führen, was letztlich zu schweren Vermögensverlusten für die beiden Sutters führte. Gleichwohl konnte Sutter jun. die Schulden seines Vaters bis Juni 1849 weitgehend tilgen, zog sich aber dann krank auf die Hock Farm zurück und überschrieb das gesamte verbliebene Vermögen nun wieder seinem Vater. Dieser löste den Vertrag mit Burnett ungeschickt auf und musste ihm eine hohe Abfindung in Form von Grundstücken in Sacramento zugestehen.
Sutter jun. organisierte nun mit Heinrich Lienhard die Reise der in der Schweiz verbliebenen Mutter und seiner Geschwister nach Kalifornien. Diese verließen Basel am 25. September 1849 und erreichten San Francisco am 21. Januar 1850. Aufgrund der latenten Spannungen zwischen Junior und Senior wollte dieser, dass August sich vom Familiensitz Hock Farm zurückzog und eine eigene Existenz aufbaute. Die versprochene Geldsumme hierfür blieb der Vater aber schuldig. Im Vertrauen auf diese Summe war der Junior aber bereits Verpflichtungen gegenüber unseriösen Geschäftspartnern eingegangen und geriet unter Druck. Schließlich überschrieb Sutter sen. seinem Sohn im Mai 1850 wieder einige Grundstücke, die dieser im Juni 1850 verkaufte, aber dafür neben wenig Bargeld nur sich später als wertlos erweisende Wechsel erhielt. Am 1. Juli 1850 verließ Sutter jun. San Francisco Richtung Mittelamerika und ließ sich in Acapulco nieder.

### Pendler zwischen Mexiko und Kalifornien (1850–1855)
In Acapulco war Sutter jun. für die französischen Weinhändler J. Lecacheux und L. Galley tätig. Bereits im Dezember 1850 folgte er dem Ruf von Lecacheux, der für ihn in San Francisco ausstehende Zahlungen für Sutters Grundstücke in Sacramento vergeblich einzutreiben versuchte. Aber auch während Sutters Anwesenheit in Kalifornien wurde er Opfer weiterer Betrügereien. Im März 1851 ließ er sich darauf ein, alle seine Ansprüche in Kalifornien an eine Personengruppe unter Führung von Samuel Brannan zu verkaufen, wobei er aber wieder wenig Bargeld und sich später als wertlos erweisende Wechsel erhielt.
Im Sommer 1851 kehrte er nach Mexiko zurück, wo in Guaymas im mexikanischen Bundesstaat Sonora sein erster Sohn geboren wurde. Die junge Familie blieb etwa zweieinhalb Jahre in Guaymas, bis sie ihre letzten finanziellen Reserven verbraucht hatte. Danach zog sie in das von Indianern besiedelte Hinterland. Sutter selbst gab darüber keine konkrete Auskunft, sondern beklagte nur die elenden Lebensbedingungen seiner Familie in dieser Zeit. Hurtado vermutet, dass Sutter in Kontakt mit dem französischen Filibuster Gaston de Raousset-Boulbon kam, der im Norden Sonoras 1853/1854 eine durch seine Freibeuter geschaffene Siedlerrepublik kontrollierte. Im Mai 1854 kehrte Sutter mit seiner Familie nach Kalifornien auf die väterliche Hock Farm zurück, um noch einen Versuch zur Rückgewinnung eines Teils seines Vermögens zu unternehmen, was aber wenig erfolgreich war. Nachdem er wieder erkrankt war, reiste er mit seiner Frau im Februar 1855 nach Acapulco, ihren Sohn ließen sie bei den Großeltern. In Acapulco verkaufte Sutter seine kalifornischen Landansprüche an William Mesick und wurde daraufhin beschuldigt, er verkaufe Land zweifach.

### In Mexiko (1855–1897)
Die Erlöse aus dieser Abtretung strittiger Rechte an Mesick ermöglichten Sutter jun. nach seiner Rückkehr nach Acapulco im Sommer 1855 den Kauf eines Geschäftsanteils an der erfolgreichen Importfirma El Bazar del Pacifico von August Dempwolff, die er nach dessen Tod 1886 als Hauptgesellschafter übernahm.
1864 wurde Sutter zum stellvertretenden U.S. commercial agent in Acapulco ernannt. Zu dieser Zeit dauerte die Französische Intervention in Mexiko an und es existierte das Kaiserreich Mexiko – in den USA tobte noch der Sezessionskrieg.
Sutter sympathisierte mit den Liberalen unter dem Präsidenten Benito Juárez. Aus beschlagnahmtem Briefverkehr ist abzuleiten, dass Sutter auch bei der Organisation von Waffenlieferungen an die Truppen der Liberalen beteiligt war.
Im Frühjahr 1866 wurde Sutter durch die kaiserlichen Truppen in Acapulco verhaftet, da er auf einen betrunken randalierenden Offizier geschossen hatte. Die Bemühungen seines Vorgesetzten um Freilassung blieben erfolglos, bis im Juni ein US-Kriegsschiff vor Acapulco erschien, dessen Kapitän die Freilassung auf dem Verhandlungswege bewirkte. Im Spätsommer 1866 verließ Sutter seinen Posten und die kaiserlich mexikanischen Behörden ermittelten gegen ihn wegen der Organisation von Waffenlieferungen an die Truppen der Liberalen, wofür er den diplomatischen Postverkehr missbraucht hatte. Die kaiserlichen Truppen bedrohten ihn mit dem Tod, mussten aber Acapulco im Februar 1867 räumen. Trotz dieser Verletzung der offiziell deklarierten Neutralität der US-Regierung wurde Sutter von seinen Vorgesetzten nicht bestraft. Als man 1870 in Acapulco ein US-Konsulat eröffnete, wurde Sutter zum Konsul ernannt. Als Konsul durfte Sutter nicht mehr aktiv in seiner Firma mitarbeiten und suchte sich neue Mitgesellschafter. Die Partnerschaft mit Pedro Kastan endete mit einem jahrelangen Rechtsstreit (1889–1894) und weiteren Vermögensverlusten für Sutter jun.
Am 24. Mai 1887 legte Sutter sein Amt als Konsul nieder und lebte mit seiner Familie auf der Los Organos Ranch. Er starb in Acapulco, wo er auch beigesetzt wurde. 1964 wurde der Leichnam auf Veranlassung seiner Tochter Anna Sutter Young nach Sacramento umgebettet. Seine Tochter, Anna Sutter Young, wurde 1970 neben ihm beigesetzt.

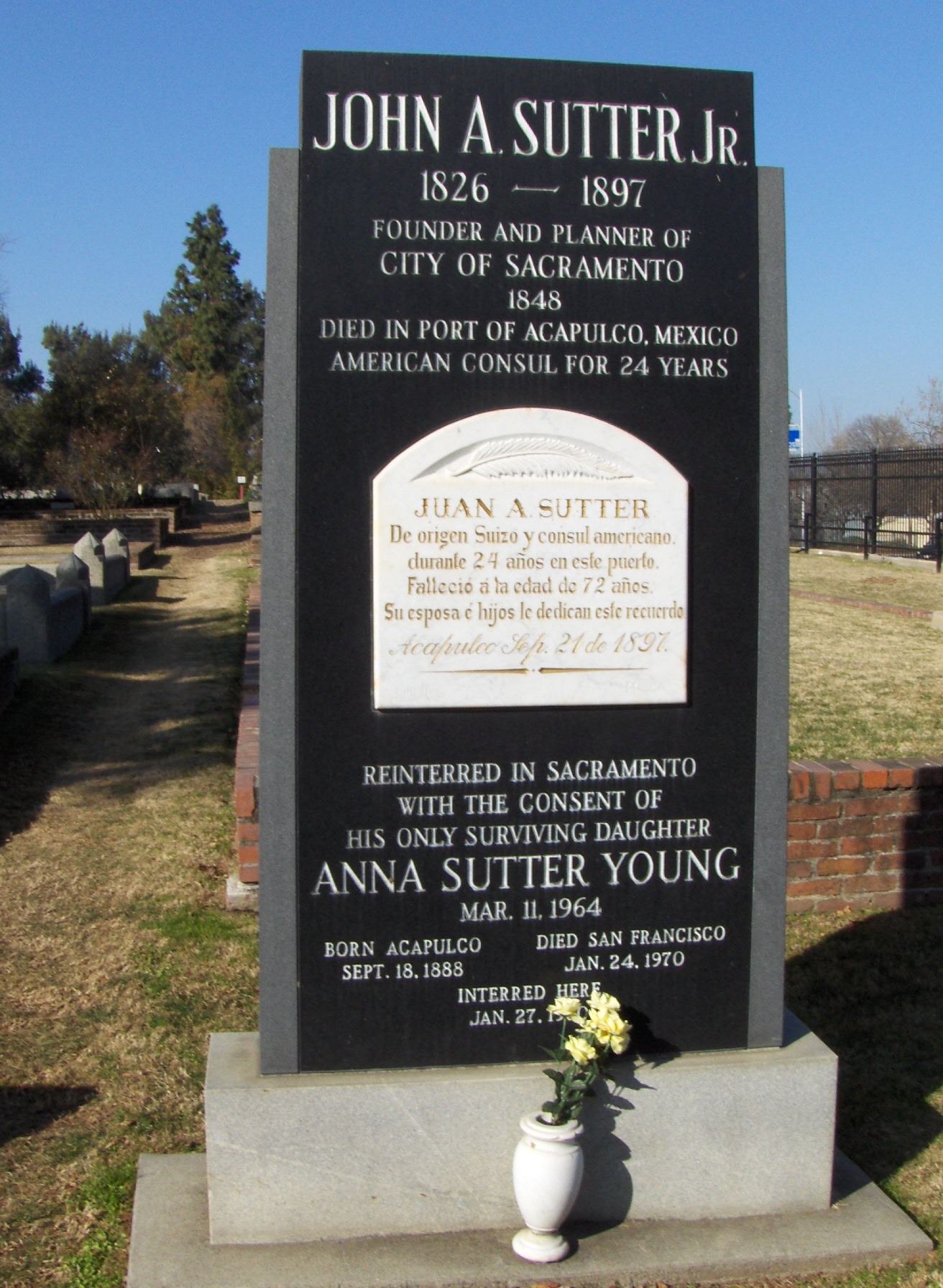
Grabstein von Sutter jun. in Sacramento

## Kampf um den Nachlass
Sutter jun. Witwe Nicolasa lebte weiter mit den Kindern auf der Familienplantage Los Organos Rancho bei Acapulco. 1914 wurde sie von einem anti-amerikanischen Mob vertrieben und kam nach einem Zwischenaufenthalt in San Francisco 1915 nach Sacramento. Dort verklagte sie die Stadt auf Herausgabe von Grundstücken, die ihr Mann 1849 zweckgebunden für öffentliche Parks überschrieben hatte. Diese Grundstücke wurden nun von Sacramento City mit Schulen und Wohnblocks bebaut, was aus Sicht der Witwe ein Verstoß gegen die Bedingungen der Stiftung war und daher zum Rückfall an die Familie führen müsse. Auch dieser Anspruch konnte nicht durchgesetzt werden.
Nach dem Tod von Nicolasa (1922) erbten die Kinder und Enkel den Anspruch auf die ca. 4700 Hektar der Los Organos Ranch, aber kein Mitglied der Familie wollte dort leben. Im Oktober 1929 wurde das Land von den mexikanischen Behörden für herrenlos erklärt und zur Besiedelung freigegeben. Diese Maßnahme war Teil der mexikanischen Landreform (Ejido-Projekt). Weitere Bemühungen der Familie Sutter um Rückgabe des Rancho in 1942 blieben erfolglos.

## Erinnerung
In Acapulco gibt es ein Hotel Sutter, das sich in der ehemaligen Liegenschaft von Sutter jun. befindet.

### Porträts der Familie Sutter
- Porträt von Maria del Carmen Rivas in der H.C. Peterson Collection Copywork-Portraits auf der Homepage der California State Parks Museum Collection
- Porträt von John A. Sutter III in der H.C. Peterson Collection Copywork-Portraits auf der Homepage der California State Parks Museum Collection
- Porträt von Anna Elisa Sutter Link in der H.C. Peterson Collection Copywork-Portraits auf der Homepage der California State Parks Museum Collection
- Porträt von Carmen Sutter Smith in der H.C. Peterson Collection Copywork-Portraits auf der Homepage der California State Parks Museum Collection

### Partnerschaft Baden-Württemberg mit California
- Baden-Württemberg und Kalifornien vereinbaren Landespartnerschaft
- Relative to a sister state relationship with Baden-Württemberg, Germany